# Orlando Jordan
Orlando Jordan (nascido em 10 de Julho de 1977) é um lutador de wrestling profissional estadunidense, o qual atualmente trabalha em circuitos independentes. Jordan é mais conhecido pela sua passagem na WWE, onde foi Campeão dos Estados Unidos na brand WWE Friday Night SmackDown.

## Carreira

### World Wrestling Entertainment (2003-2006)
Jordan fez a sua estreia televisiva em 31 de Maio de 2003, no WWE Velocity, onde derrotou Jamie Noble. Em 26 de Junho, em sua primeira SmackDown, apareceu como um face para enfrentar John Cena, na época heel. Cena o atacou, mas The Undertaker salvou-o iniciando feud com Cena.
Após atuar meses como "face", Jordan foi tornado "heel" quando aceitou o convite de John "Bradshaw" Layfield (JBL) para fazer parte da The Cabinet, onde foi nomeado seu chefe pessoal. Durante as lutas, ele e os Basham Brothers ajudavam JBL a manter o WWE Championship interferindo em lutas contra Eddie Guerrero, Booker T, The Big Show e até The Undertaker, pessoa pela qual Jordan foi ajudada.
Após JBL entrar em rivalidade com John Cena pelo Título da WWE, o qual Cena conquistou na WrestleMania 21, Jordan conseguiu conquistar o WWE United States Championship com ajuda de JBL. Semanas depois, JBL fechou o The Cabinet e atacou os Basham Brothers.
No The Great American Bash, Jordan iniciou uma das maiores feuds da WWE contra Chris Benoit. Na luta pelo Título dos Estados Unidos, Jordan conseguiu vencer. Após uma verdadeira perseguição de Benoit pelo título de Jordan, ele conseguiu derrotá-lo no SummerSlam 2005 em 25.5 segundos. Depois dessa ocasião, Jordan teve três chances para reter o campeonato, perdendo as três em lutas com duração menor a um minuto.
Na primeira rematch acabou perdendo em uma luta com tempo de 23.4 segundos Na segunda rematch, perdeu após nocaute em 22.5 segundos. Na terceira e última tentativa, acabou perdendo em 49.8 seg. Após isso, envolveu-se em menores rivalidades com Randy Orton e Booker T.
Foi tornado novamente face no início de 2006, mas ele acabou decepcionando seus fãs e tornou-se heel rapidamente, onde ele foi facilmente derrotado em sua primeira luta após recuperar-se de uma lesão, para The Boogeyman. A sua última aparição em uma SmackDown decorreu em 12 de Maio, e no Velocity em 13 de Maio, perdendo para Gunner Scott.
A sua saída oficial da WWE ocorreu em 26 de maio de 2006. Antes da sua rescisão de contrato, Jordan iniciou uma gimmick de bissexual, o que levava a entender as suas derrotas frequentes nas últimas lutas.

### Circuitos independentes (2006-presente)
Jordan iniciou a sua competição em circuitos independentes após sair da WWE em 2006, tendo notável participação pela Nu-Wrestling Evolution, promoção baseada na Itália, bem como na New Japan Pro Wrestling. Tornou-se campeão da NWE em abril de 2008, tendo perdido o título em um retorno de The Ultimate Warrior após 10 anos (kayfabe) em junho de 2008.

## No wrestling
- Ataques
  - Black Ice
  - Leg hook reverse STO
  - Running leg drop bulldog
  - Running front powerslam – 2003; Usado como movimento regular entre 2004–presente
  - Double knee backbreaker
  - Dropkick
  - Johnson Shuffle
  - Last Call
  - Múltiplas variações de neckbreaker
  - Spinebuster

- Alcunhas
  - "The Policy"
  - "Secretary of State"
  - "Chief of Staff"

- Temas de entrada
  - "Hell and Slaughter" de Zack Tempest (WWE)
  - "Too Much Mustard" de Beamish (WWE)
  - "Do It Big" de Silkk the Shocker (WWE)

## Títulos e prêmios
- Maryland Championship Wrestling
  - MCW Heavyweight Championship (1 vez)

- Nu-Wrestling Evolution
  - NWE World Heavyweight Championship (1 vez)[6]

- WWE
  - WWE United States Championship (1 vez)